# Korgom
Korgom es una comuna rural del departamento de Tessaoua de la región de Maradi, en Níger. En diciembre de 2012 presentaba una población censada de 68 057 habitantes.
Pertenecía a Katsina hasta que en 1812 fue conquistada por los fulani. En 1819, los fulani fueron expulsados del área y la localidad se incorporó al territorio de Maradi, pero los gobernantes de esta última ciudad entregaron Korgom a Zinder en agradecimiento por su apoyo durante la guerra. Los franceses establecieron un cantón aquí a principios del siglo XX.
Se encuentra situada en el centro-sur del país, cerca de la frontera con Nigeria. Se ubica en el sureste de la región, en el límite con la región de Zinder, unos 40 km al sureste de Tessaoua.